# Лозуватка (притока Чорного Ташлику)
Лозуватка, Лозоватка — річка у Новоукраїнському районі Кіровоградської області, ліва притока Чорного Ташлику (басейн Південного Бугу).

## Опис
Довжина річки приблизно 10 км. Висота витоку річки над рівнем моря — 191 м; висота гирла над рівнем моря — 146 м;  падіння річки — 75 м; похил річки — 7,5 м/км. Формується з декількох безіменних струмків та водойм.

## Розташування
Лозуватка бере початок на південно-західній околиці села Яблунівки. Тече переважно на північний схід. На півдні від села Воронівки впадає у річку Чорний Ташлик, ліву притоку Синюхи.